# روبرتو ماسارو
روبرتو ماسارو (انگلیسی: Roberto Massaro؛ زادهٔ ۲۶ ژوئیهٔ ۱۹۸۳) بازیکن فوتبال اهل ایتالیا است.
از باشگاه‌هایی که در آن بازی کرده‌است می‌توان به باشگاه فوتبال فیورنتینا، باشگاه فوتبال آ.ث. میلان، باشگاه فوتبال پارما، باشگاه فوتبال سالرنیتانا، باشگاه فوتبال آنکونا، البیا کالچو ۱۹۰۵، باشگاه فوتبال تریستیانا، باشگاه فوتبال کومو، و باشگاه فوتبال وارزه اشاره کرد.
وی همچنین در تیم‌های ملی فوتبال زیر ۱۷ سال ایتالیا، زیر ۱۹ سال ایتالیا، و زیر ۲۰ سال ایتالیا بازی کرده‌است.